# Adrien Tameze
Adrien Fidele Tameze Aoutsa, mais conhecido apenas como Adrien Tamèze (Lille, 4 de fevereiro de 1994), é um futebolista francês que atua como meio-campista. Atualmente, joga pelo Torino.

## Carreira
Adrien Tameze se profissinalizou no Nancy.